# Хьюитт, Дженнифер Лав
Дже́ннифер Лав Хью́итт (англ. Jennifer Love Hewitt; род. 21 февраля 1979, Уэйко, Техас, США) — американская актриса кино, телевидения и озвучивания, продюсер, режиссёр, певица.
Наиболее известна благодаря ролям Сары Ривз в телесериале «Нас пятеро» (1995—1999), Джули Джеймс в фильме «Я знаю, что вы сделали прошлым летом» и его продолжении, а также Мелинды Гордон в телесериале «Говорящая с призраками», за роль в котором она выиграла две премии «Сатурн». Она также пробовала себя в качестве певицы, выпустив умеренно успешный сингл «How Do I Deal», который достиг 59 позиции в чарте «Billboard Hot 100».
В 2011 году она была номинирована на премию «Золотой глобус» в категории «Лучшая женская роль в мини-сериале или телефильме» за роль в телефильме канала Lifetime «Список клиентов». В 2012—2013 годах она также играла главную роль в одноимённом сериале. В 2014 году она заменила Джинн Трипплхорн в роли нового агента ФБР в сериале CBS «Мыслить как преступник».

## Ранние годы
Родилась в городе Уэйко, штат Техас, в семье Герберта Дэниела Хьюитта и Патрисии Мэй Шипп (1945—12.06.2012 (умерла от рака)), которые имеют в основном английские корни. В 1987 году семья переехала в Гарленд, штат Техас. Отец работал техником, а мать занималась лечением патологии речи. Дженнифер росла в Харкер-Хайтс. После развода родителей, она вместе с братом Тоддом Хьюиттом осталась с матерью. Примечательно, что первым именем Дженнифер назвал тогда восьмилетний брат в честь своей подруги, а среднее имя, «Лав», она получила от матери, в честь её подруги по колледжу.
В детстве занималась музыкой, которая и привела её в индустрию развлечений. В возрасте трёх лет на выставке скота она пела песню The Greatest Love of All. В следующем году в ресторане и по совместительству танцевальном зале Дженнифер исполняла перед аудиторией свою версию известной кантри-баллады Криса Кристофферсона Help Me Make It Through the Night. К пяти годам Хьюитт имела в своём послужном списке оконченные классы чечётки и балета. В девять лет она была членом «Техасской шоу-группы» (посещавшей с гастролями в том числе и Советский Союз). В десятилетнем возрасте по совету агентов по поиску талантов вместе с матерью переехала в Лос-Анджелес, штат Калифорния, чтобы там продолжать свою актёрскую и музыкальную карьеру.
После переезда в Лос-Анджелес снялась в более чем двадцати телевизионных рекламных роликах. Прорыв в её актёрской карьере произошёл с приглашением в детское телешоу Kids Incorporated, в котором она участвовала с 1989 по 1991 годы. В 1992 году в пилотном выпуске так и не вышедшего сериала Running Wilde на NBC исполнила роль дочери журналиста и искателя приключений, которого сыграл Пирс Броснан. После участия в нескольких недолговечных телесериалах получила свою звёздную роль Сары Ривз в популярном шоу канала Fox, «Нас пятеро» (1995—1999), в котором она появилась во втором сезоне. Ту же роль она играла и в продолжении этого сериала, названном «Время твоей жизни» (1999), в котором она выступила одним из продюсеров. Но этот сериал просуществовал всего полсезона.

## Карьера
Кинодебют Хьюитт состоялся в низкобюджетном фильме Джима Уайнорски 1992 года «Манчи». Режиссёру понравилась юная актриса и он написал новый сценарий специально под неё. Так в 1993 году Уайнорски выпустил фильм «Пропала маленькая миллионерша», где Лав Хьюитт уже играла главную роль. Кинозвездой она стала после ведущей роли в фильме ужасов «Я знаю, что вы сделали прошлым летом» (1997). Фильм собрал в прокате по всему миру 125 млн долларов и сделал Дженнифер одной из самых популярных молодых актрис Америки. Также она снялась в продолжении этого фильма, «Я всё ещё знаю, что вы сделали прошлым летом» (1998), в молодёжной комедии «Не могу дождаться» (1998) и в хитовой романтической комедии «Сердцеедки» (2001), где вторую ведущую роль исполнила Сигурни Уивер.
В 2000 году вышел биографический телефильм «История Одри Хепбёрн», в котором Хьюитт сыграла саму Одри Хепбёрн, получив за свою игру противоречивые отзывы. В том году она, как одна из самых популярных актрис на телевидении, была выбрана «лицом» компании Nokia.
В 2001 году снялась вместе с Энрике Иглесиасом в его клипе на песню «Hero». Клип оказался чувственным и страстным. Роль злодея, догоняющего влюблённую парочку, исполнил Микки Рурк. В 2002 году Хьюитт и Джеки Чан исполнили главные роли в комедийном боевике «Смокинг», который в первый уик-энд проката собрал 15 млн долларов, но в целом не окупил свой бюджет в 60 млн.
С сентября 2005 года Хьюитт снималась в главной роли в телесериале «Говорящая с призраками». В Австралии он стал хитом с первых серий, а в Соединённых Штатах количество постоянных зрителей составляло 9-10 миллионов человек. Сериал был закрыт весной 2010 года после пяти сезонов.
На данный момент Хьюитт выпустила четыре музыкальных альбома, имевших бо́льший успех в Европе и Японии, нежели на её родине. Её первый альбом вышел лишь в Японии, где Хьюитт считается поп-звездой. Этот успех именно в Японии объясняют тем, что японцы любят веселую бойкую музыку.
В марте 2005 года фотографии Лав Хьюитт появились в журнале Maxim и его галерее «Девушки Максима». В мае 2006 года журнал назвал Дженнифер под номером 29 в своём списке самых сексуальных женщин-знаменитостей Hot 100.
В 2009 году она снялась в инди-фильме «Кафе», который был показан на кинофестивале в Филадельфии. В 2010 году, после завершения своего сериала, она продолжила работать на телевидении, снявшись в одном из эпизодов двенадцатого сезона сериала «Закон и порядок: Специальный корпус» в роли жертвы насильника и в телефильме «Список клиентов», за роль в котором Лав Хьюитт была номинирована на премию «Золотой глобус» в категории «Лучшая женская роль в мини-сериале или телефильме». В 2011 году она появилась в телефильме «Потерянный Валентин» вместе с Бетти Уайт. Она сыграла роль Эмми, дочери героини Уэнди Мэлик, во втором сезоне ситкома «Красотки в Кливленде». Хьюитт также получила роль в независимом фильме Jewtopia, основанном на офф-бродвейской пьесе.
Хьюитт исполняла главную роль в сериале «Список клиентов» женского кабельного телеканала Lifetime. Сериал является продолжением одноимённого фильма. Шоу получило негативные отзывы от критиков и было закрыто после двух сезонов из-за конфликта актрисы с каналом. Хьюитт хотела, чтобы её муж Брайан Хэллисей получил более существенную роль в третьем сезоне, однако канал решил не идти на уступки прихоти актрисы и закрыл шоу.
Хьюитт также снялась в сериале «Мыслить как преступник» в 10 сезоне в роли сотрудницы ФБР Кейт Каллахан.
С 2018 года Хьюитт снимается в сериале «9-1-1».

## Личная жизнь
С 2005 года Хьюитт встречалась с шотландским актёром Россом Макколлом, с которым была помолвлена в ноябре 2007 года во время отдыха на Гавайях. В конце 2008 года пара рассталась.
С 21 ноября 2013 года замужем за актёром Брайаном Хэллисейем, с которым встречалась 20 месяцев до свадьбы. У супругов есть трое детей — дочь Отем Джеймс Хэллисей (род. 26.11.2013), старший сын Аттикус Джеймс Хэллисей (род.24.06.2015) и младший сын Эйдан Джеймс Хэллисей (род. 09.09.2021).

## Фильмография
| Год          |     | Русское название                             | Оригинальное название                       | Роль                           |
| ------------ | --- | -------------------------------------------- | ------------------------------------------- | ------------------------------ |
| 1992         | кор | Танцуй! Тренировка с Барби                   | Dance! Workout with Barbie                  | танцор                         |
| 1992         | ф   | Манчи                                        | Munchie                                     | Андреа Курц                    |
| 1993         | ф   | Пропала маленькая миллионерша                | Little Miss Millions                        | Хизер Лофтон                   |
| 1993         | ф   | Действуй, сестра 2                           | Sister Act 2: Back in the Habit             | Маргарет                       |
| 1994         | с   | Райские пташки                               | The Byrds of Paradise                       | Фрэнни Бёрд                    |
| 1994—1995    | с   | МакКенна                                     | McKenna                                     | Кэссиди МакКенна               |
| 1995—1999    | с   | Нас пятеро                                   | Party of Five                               | Сара Риверс                    |
| 1996         | ф   | Домашний арест                               | House Arrest                                | Брук Фиглер                    |
| 1997         | ф   | Я знаю, что вы сделали прошлым летом         | I Know What You Did Last Summer             | Джули Джеймс                   |
| 1997         | ф   | Троянская штучка                             | Trojan War                                  | Леа Джонс                      |
| 1998         | ф   | Не могу дождаться                            | Can’t Hardly Wait                           | Аманда Бекетт                  |
| 1998         | ф   | Рассказывая тебе                             | Telling You                                 | Деб Фрейдмэн                   |
| 1998         | ф   | Я всё ещё знаю, что вы сделали прошлым летом | I Still Know What You Did Last Summer       | Джули Джеймс                   |
| 1998         | с   | Парень познаёт мир                           | Boy Meets World                             | Дженнифер Лав Фефферман        |
| 1999         | ф   | Короли рока                                  | The Suburbans                               | Кейт                           |
| 1999—2000    | с   | Время твоей жизни                            | Time of Your Life                           | Сара Ривз Меррин               |
| 1999         | мс  | Геркулес                                     | Hercules                                    | Горгона Медуза                 |
| 2000         | тф  | История Одри Хепбёрн                         | The Audrey Hepburn Story                    | Одри Хепбёрн                   |
| 2001         | ф   | Сердцеедки                                   | Heartbreakers                               | Пэйдж Коннерс / Джейн Хелстром |
| 2001         | мф  | Приключения Мальчика-с-пальчик и Дюймовочки  | The Adventures of Tom Thumb and Thumbelina  | Дюймовочка                     |
| 2001         | мф  | Горбун из Нотр-Дама II                       | The Hunchback of Notre Dame II              | Мадлен                         |
| 2001         | мс  | Уик-энды                                     | The Weekenders                              | играет себя                    |
| 2002         | ф   | Смокинг                                      | The Tuxedo                                  | Дэл Блейн                      |
| 2002         | мф  | Эскадрон красоток                            | Groove Squad                                | Крисси                         |
| 2002         | мс  | Гриффины                                     | Family Guy                                  | играет себя                    |
| 2004         | ф   | Если только                                  | If Only                                     | Саманта Эндрюс                 |
| 2004         | ф   | Гарфилд                                      | Garfield: The Movie                         | Лиз                            |
| 2004         | ф   | Вся правда о любви                           | The Truth About Love                        | Элис Холбрук                   |
| 2004         | тф  | Призраки Рождества                           | A Christmas Carol                           | Эмили                          |
| 2004         | с   | Американские мечты                           | American Dreams                             | Нэнси Синатра                  |
| 2005         | тф  | Дневник карьеристки                          | Confessions of a Sociopathic Social Climber | Катя Ливингстон                |
| 2005—2010    | с   | Говорящая с призраками                       | Ghost Whisperer                             | Мелинда Гордон                 |
| 2006         | ф   | Гарфилд 2                                    | Garfield: A Tail of Two Kitties             | Лиз                            |
| 2007         | ф   | Дьявол и Дэниел Уэбстер                      | Shortcut to Happiness                       | Дьявол                         |
| 2007         | мф  | Дельго                                       | Delgo                                       | Принцесса Кайла                |
| 2008         | ф   | Солдаты неудачи                              | Tropic Thunder                              | играет себя                    |
| 2010         | ф   | Кафе                                         | Cafe                                        | Клэр                           |
| 2010         | тф  | Список клиентов                              | The Client list                             | Саманта Хортон                 |
| 2010         | с   | Закон и порядок: Специальный корпус          | Law & Order: Special Victims Unit           | Вики Суарез                    |
| 2011         | тф  | Потерянный Валентин                          | The Lost Valentine                          | Сьюзан Эллисон                 |
| 2011         | с   | Любовь кусается                              | Love Bites                                  | играет себя                    |
| 2011—2014    | с   | Красотки в Кливленде                         | Hot In Cleveland                            | Эмми Чейз                      |
| 2012         | ф   | По признакам совместимости                   | Jewtopia                                    | Элисон Маркс                   |
| 2012—2013    | с   | Список клиентов                              | The Client List                             | Райли Паркс                    |
| 2014—2015    | с   | Мыслить как преступник                       | Criminal Minds                              | Кейт Каллахан                  |
| 2018 — н. в. | с   | 9-1-1                                        | 9-1-1                                       | Мэдди Бакли Кендалл            |
| 2025         | ф   | Я знаю, что вы сделали прошлым летом         | I Know What You Did Last Summer             | Джули Джеймс                   |

## Дискография

### Альбомы
- 1992 — Love Songs — вышел лишь в Японии
- 1995 — Let’s Go Bang
- 1996 — Jennifer Love Hewitt
- 2002 — BareNaked — #37 США, #31 Австралия
- 2006 — Cool With You: The Platinum Collection

### Синглы
- Из альбома Jennifer Love Hewitt
  - 1996: «No Ordinary Love»
- Из саундтрека к фильму Я всё ещё знаю, что вы сделали прошлым летом
  - 1999: «How Do I Deal» — #59 США
- Из альбома BareNaked
  - 2002: «Barenaked» — #6 Австралия (золото)
  - 2003: «Can I Go Now» — #12 Австралия (золото)
  - 2003: «Hey Everybody»

### Саундтреки
- К Disney's Superstars Hits
  - 2002: «I’m Gonna Love You»
- К фильму «Если только»
  - 2003: «Love Will Show You Everything», «Take My Heart Back»

## Награды
- Blockbuster Entertainment Award — Самая многообещающая актриса (Я знаю, что вы сделали прошлым летом) (1998)
- Blockbuster Entertainment Award — Лучшая актриса (Я знаю, что вы сделали прошлым летом) (1998)
- Премия канала «MTV» — Лучшая женская роль (Не могу дождаться) (1999)
- People’s Choice Awards — Лучшая актриса в новом телесериале (Time of Your Life) (2000)